# Ріхард Венцль
Ріхард «Рікардо» Венцль (нім. Richard "Ricardo" Wenzl; ? — 13 лютого 1957) — німецький льотчик-ас, лейтенант Імперської армії.

## Біографія
З початком Першої світової війни вступив до 76-го польового артилерійського полку. Служив у 236-му льотному дивізіоні на Східному фронті, через два місяці отримав звання офіцера резерву. Він літав на двомісних розвідувальних літаках у складі підрозділу артилерійської взаємодії.  Свою першу перемогу він здобув, збивши літак типу Spad 19 квітня 1917 року.  З весни 1917 року літав у складі 31-ї, з 27 березня 1918 року — 11-ї винищувальної ескадрильї, де 16 травня він здобув свою другу підтверджену перемогу, збивши літак S.E.5. 17 травня 1918 року за особистим проханням переведений у 6-ту винищувальну ескадрилью, з 10 серпня по 9 вересня 1918 року виконував обов'язки її командира. 5 червня він вже мав серію з десяти перемог, які до 5 листопада довели його загальний рахунок до 11 збитих ворожих літаків та однієї повітряної кулі спостереження.
Всього за час бойових дій здобув 12 перемог. Ще 1 перемога залишилась непідтвердженою, оскільки підбитий літак здійснив вимушену посадку на своїй території.

## Оцінка сучасників
На початку осені 1918 року Венцль познайомився з Ернстом Юнгером у лазареті в Ганновері. Юнгер описав Венцля як «одного з високих і безстрашних типів, яких все ще виховує наша нація. Він відповідав девізу своєї ескадрильї „Жорсткий — і божевільний!“ і вже знищив дюжину супротивників у бою, хоча останній першим роздробив йому плече кулею».

## Нагороди
- Залізний хрест 2-го і 1-го класу
- Нагрудний знак військового пілота
- Королівський орден дому Гогенцоллернів, лицарський хрест з мечами
- Нагрудний знак «За поранення» в чорному